# Gennadij Manakov
Gennadij Michajlovič Manakov (rusky Геннадий Михайлович Манаков; (1. června 1950, Jefimovka, Orenburská oblast, SSSR - 26. září 2019) byl sovětský vojenský letec a kosmonaut. V letech 1990 a 1993 se zúčastnil jako velitel kosmické lodě Sojuz letů do vesmíru, pracoval ve dvou základních posádkách orbitální stanice Mir. Na oběžné dráze strávil přes 309 dní.

## Život
Narodil se ve vesnici Jefimovka v Orenburské oblasti RSFSR v učitelské rodině. Po vystudování střední školy se přihlásil na vojenskou školu v Kujbyševě a pokračoval ve studiu ve vojenském leteckém učilišti ve městě Armavirsk. Výcvik dokončil v roce 1973 a stal se vojenským pilotem. V roce 1985 dokončil v Achtubinsku v pobočce Moskevského leteckého institutu studium leteckého inženýrství.
V létě roku 1985 byl vybrán do skupiny kosmonautů GKNII VVS V. P. Čkalova, kde se formoval oddíl pilotů sovětského raketoplánu Buran. Do května 1987 absolvoval všeobecnou kosmickou přípravu a po vykonání státní zkoušky získal odbornost zkušební kosmonaut. Kvůli odkladům v přípravě letů raketoplánu Buran byl Manakov 8. ledna 1988 převelen do oddílu kosmonautů CPK. Byl zařazen do programu letů na orbitální stanici Mir, připravoval se na funkci velitel letu. Byl členem několika záložních posádek.
Gennadij Manakov je ženatý a má dceru a syna.

## Lety do vesmíru
Poprvé odstartoval do vesmíru spolu s Gennadijem Strekalovem v kosmické lodi Sojuz TM-10. Start se uskutečnil z kosmodromu Bajkonur 1. srpna 1990 v 09:32:21 UTC a po dvoudenním samostatném letu se kosmická loď úspěšně spojila s orbitálním komplexem Mir. Kosmonauti tvořili 7. základní posádku stanice (EO-7), věnovali se fyzikálním i biologickým experimentům a údržbě stanice. Prací na kosmické stanici strávili více než 130 dní. Gennadij Manakov se také zúčastnil 29. října 1990 výstupu do vesmíru, mimo prostory stanice strávil 2 hodiny a 45 minut. Na Zemi se kosmonauti vrátili spolu s japonským novinářem Tojohirem Akijamou, který na Mir přiletěl s posádkou lodi Sojuz TM-11. Přistáli 10. prosince 1990 v kazašské stepi.
V roce 1993 se na stanici Mir vydal znovu, při letu Sojuz TM-16. Odstartoval z Bajkonuru 24. ledna 1993 spolu s Alexandrem Poleščukem, dvojice kosmonautů tvořila 13. základní posádku (EO-13) kosmické stanice. Během letu trvajícím 179 dní prováděli kosmonauti řadu experimentů a dva výstupy do kosmu v celkové délce 9 hodin a 58 minut. 3. července 1993 se ke stanici připojil Sojuz TM-17, kterým kromě další základní posádky přiletěl i Francouz Jean-Pierre Haigneré. Po několika dnech společné práce přistáli Manakov, Poleščuk a Haigneré 140 km východně od Džezkazganu (Kazachstán).
Gennadij Manakov ze zdravotních důvodů ukončil činnost v oddíle kosmonautů 20. prosince 1996.

## Ocenění, vyznamenání
- Hrdina Sovětského svazu a Leninův řád – 10. prosince 1990
- Řád čestné legie – 1992